# Golden Globe per il miglior film musicale
Il Golden Globe per il miglior film musicale, istituito nel 1959, venne sostituito pochi anni dopo, nel 1964, con il Golden Globe per il miglior film commedia o musicale.

## Vincitori e candidati
L'elenco mostra il vincitore di ogni anno, seguito dagli altri candidati. Per ogni film sono indicati titolo italiano (se disponibile), titolo originale e regista.

### 1950
- 1959
  - Gigi (Gigi), regia di Vincente Minnelli
  - Damn Yankees! (Damn Yankees!), regia di George Abbott e Stanley Donen
  - South Pacific (South Pacific), regia di Joshua Logan
  - Le meravigliose avventure di Pollicino (Tom Thumb), regia di George Pal

### 1960
- 1960
  - Porgy and Bess (Porgy and Bess), regia di Otto Preminger
  - I cinque penny (The Five Pennies), regia di Melville Shavelson
  - Il villaggio più pazzo del mondo (Li'l Abner), regia di Melvin Frank
  - La moglie sconosciuta (A Private's Affair), regia di Raoul Walsh
  - Dinne una per me (Say One for Me), regia di Frank Tashlin
- 1961
  - Estasi (Song Without End), regia di George Cukor e Charles Vidor
  - Susanna agenzia squillo (Bells Are Ringing), regia di Vincente Minnelli
  - Can Can (Can-Can), regia di Walter Lang
  - Facciamo l'amore (Let's Make Love), regia di George Cukor
  - Pepe (Pepe), regia di George Sidney
- 1962
  - West Side Story (West Side Story), regia di Jerome Robbins e Robert Wise
  - Babes in Toyland (Babes in Toyland), regia di Jack Donohue
  - Fior di loto (Flower Drum Song), regia di Henry Koster
- 1963
  - Capobanda (The Music Man), regia di Morton Da Costa
  - La ragazza più bella del mondo (Billy Rose's Jumbo), regia di Charles Walters
  - Cento ragazze e un marinaio (Girls! Girls! Girls!), regia di Norman Taurog
  - La donna che inventò lo strip-tease (Gypsy), regia di Mervyn LeRoy
  - Avventura nella fantasia (The Wonderful World of the Brothers Grimm), regia di Henry Levin e George Pal